# Criquebeuf-la-Campagne
Criquebeuf-la-Campagne település Franciaországban, Eure megyében. Lakosainak száma 351 fő (2022. január 1.). Criquebeuf-la-Campagne Cesseville, Crestot, Daubeuf-la-Campagne, Ecquetot, La Harengère és Mandeville községekkel határos.

## Népesség
A település népességének változása:
| Lakosok száma | 191  | 193  | 201  | 207  | 276  | 301  | 310  | 330  | 338  | 351  |
|               | 1968 | 1982 | 1990 | 2006 | 2013 | 2015 | 2017 | 2019 | 2020 | 2022 |